# 那須衆
那須衆（なすしゅう）は、江戸時代、交代寄合として、幕府に仕えた武家のうち、那須氏（下野国福原1000石）・福原氏（下野国佐久山3500石）・蘆野氏（下野国芦野3016石）・大田原氏（下野国森田1300石）の四家を指す。四衆（那須衆・美濃衆・伊那衆・三河衆）の一つ。当初は那須氏と一族の福原氏、芦野氏、千本氏、伊王野氏に大田原・大関氏を加えた七氏からなり、小田原征伐に参陣せず那須氏は所領没収され、他の6氏は本領安堵・加増を受けている。江戸期の那須衆は伊王野氏が無嗣断絶となったほかは、大田原・大関氏は大名となっている。